# Death Note: The Musical
Death Note: The Musical – musical oparty na mandze o tym samym tytule, stworzonej przez Tsugumiego Ohba oraz Takeshiego Obata. Autorem muzyki jest Frank Wildhorn, słowa napisał Jacka Murphy, a libretto stworzył Ivan Menchell.
Tworzenie musicalu ogłoszono w grudniu 2013. Światowa premiera odbyła się 6 kwietnia 2015 w Nissay Theatre w Tokio, zaś w sierpniu rozpoczęły się występy w Opera House of Seongnam Arts Center w Seulu.

## Utwory[3]
| Akt I - Overture – Zespół - Where is the Justice? – Light, nauczyciel, studenci - They're Only Human – Ryūk, Rem - Change the World – Light, Zespół - Hurricane – Light - Kira – Ryūk, Zespół - I'm Ready – Misa, Chórki - We All Need a Hero – Sayu, Misa - The Game Begins – L - There Are Lines – Soichiro, Light - Secrets and Lies – L, Soichiro, Light - Hurricane (Reprise) – Light - Change the World (Reprise) – Policjanci - Where is the Justice? (Reprise) – Light, L, Misa, Zespół | Act II - Where is the Justice? (Reprise 2) – Zespół - Mortals and Fools – Misa, Rem - Stalemate – L, Light, Misa, Zespół - I'll Only Love You More – Misa, Sayu - The Way Things Are – L - Where is the Justice? (Reprise 3) – Cywile - Mortals and Fools (Reprise) – Rem, Ryūk - Honor Bound – Soichiro - Playing His Game – L, Light - Playing His Game (Reprise) – Light - Borrowed Time – Misa - When Love Comes – Rem - The Way Things Are (Reprise) – L - The Way It Ends – L, Light - Hurricane (Reprise 2) – Light - Requiem – Zespół |

## Obsada[4]
| Rola         | US Workshop (2014) | US Concept Album (2014) | Tokio, Japonia (2015)        | Japan/Taiwan Tour (2017)     | Seul, Korea Południowa (2015) | Seul, Korea Południowa (2017) |
| ------------ | ------------------ | ----------------------- | ---------------------------- | ---------------------------- | ----------------------------- | ----------------------------- |
| Light Yagami | Andy Kelso         | Jeremy Jordan           | Kenji Urai i Hayato Kakizawa | Kenji Urai i Hayato Kakizawa | Hong Kwang-ho                 | Han Ji-sang                   |
| L            | Drew Gehling       | Jarrod Spector          | Teppei Koike                 | Teppei Koike                 | Kim Jun-su                    | Kim Jun-su                    |
| Ryūk         | Eric Anderson      | Eric Anderson           | Kōtarō Yoshida               | Kazutaka Ishii               | Kang Hong-suk                 | Kang Hong-suk                 |
| Rem          | Jackie Burns       | Carrie Manolakos        | Megumi Hamada                | Megumi Hamada                | Park Hye-na                   | Park Hye-na                   |
| Misa         | Adrienne Warren    | Adrienne Warren         | Fuuka Yuzuki                 | Fuuka Yuzuki                 | Jung Sun-ah                   | Ben                           |
| Soichiro     | Robert Cuccioli    | Michael Lanning         | Takeshi Kaga                 | Tetsuya Bessho               | Lee Jong-moon                 | Seo Young-ju                  |
| Sayu         |                    | Laura Osnes             | Ami Maeshima                 | Karin Takahashi              | Lee Su-bin                    | Lee Su-bin                    |

## Odbiór
Musical był jednym z najbardziej wyczekiwanych musicali roku w Japonii i Korei. Koreańska produkcja zyskała pozytywne recenzje krytyków. Hong Kwang-ho i Kim Junsu byli powszechnie chwaleni za ich energetyczne głosy i genialne, subtelne aktorstwo; podczas gdy Park Hye-na i Kang Hong-suk, jako Shinigami Ryūk i Rem, byli chwaleni za praktyczną kradzież show. Muzyka Wildhorna również była chwalona, jednak sama fabuła została skrytykowana za próbę zmieszczenia dwunastu tomów mangi w dwugodzinny spektakl. Musical został skrytykowany także za uproszczenia i słabą scenografię.